# Yizhousaurus
Yizhousaurus sunae is een plantenetende sauropode dinosauriër die tijdens het vroege Jura leefde in het gebied van de huidige Volksrepubliek China.

## Vondst en naamgeving
In 2002 werd bij Lufeng in de provincie Yunnan, bij het dorp Duwafang in de zone van het Lufeng Dinosaur National Geopark een skelet ontdekt van een sauropode. Het werd tussen 20 oktober en 23 november 2002 opgegraven door een team van het Bureau of Land and Resources of Lufeng County.
De soort werd in 2010 benoemd door Sankar Chatterjee e.a. in een lezing voor de Geological Society of America. De geslachtsnaam verwijst naar de etnische groep de Yizhou. De soortaanduiding eert paleontologe professor Sun Ailin. Hoewel het in de bedoeling lag het taxon geldig te benoemen, omvatte de gedrukte samenvatting van de lezing geen eenduidige kenmerken die bedoeld waren om het van andere taxa te onderscheiden. Daarom werd daarna meestal aangenomen dat de naam een onbeschreven nomen nudum gebleven was.
In 2018 werd de soort alsnog geldig benoemd en beschreven door Zhang Qiannan, You Hailu, Wang Tao en Chatterjee. De geslachtsnaam werd nu verklaard door een verwijzing naar de autonome prefectuur Chuxiong Yi.
Het skelet, holotype LFGT ZLJ0033, is gevonden in de Zhangjiaao-afzetting van de onderste Lufengformatie die tegen de tweehonderd miljoen jaar oud is. Het bestaat uit een skelet met schedel, wat een uitzondering is bij sauropode fossielen. Naast de schedel zijn er negen halswervels bewaardgebleven, en een reeks van veertien ruggenwervels, drie sacrale wervels en vijf voorste staartwervels. Verder behoren de volledige schoudergordel, beide voorpoten zonder polsen, een bekkenhelft, beide dijbeenderen, ribben en chevrons tot de vondst. Het skelet lag grotendeels in verband.

## Beschrijving

### Grootte en onderscheidende kenmerken

De grootte vergeleken met die van een mens

Yizhousaurus is een vrij kleine sauropode. De lichaamslengte werd eerst geschat op negen meter, in 2018 op zeven meter. Ondanks het kleine formaat en de relatief korte voorpoten was de soort volgens de lezing uit 2010 vermoedelijk viervoetig en kon dus niet meer op de achterpoten alleen lopen. In 2018 werd dit weer bijgesteld: Yizhousaurus was een facultatieve tweevoeter die zich echter met de voorpoten kon ondersteunen. De nek is matig lang met slanke langwerpige wervellichamen.
De beschrijvers stelden in 2018 enkele onderscheidende kenmerken vast. Sommige daarvan zijn autapomorfieën, unieke afgeleide eigenschappen. De tanden van de bovenkaak, zowel de premaxillaire als maxillaire, worden aan de buitenzijde ondersteund door zijplaten; deze ontbreken bij de dentaire tanden van de onderkaak. De fenestra antorbitalis is smal en pijpvormig in zijaanzicht. De schacht van het traanbeen staat verticaal haaks op de tak van het bovenkaaksbeen. De voorste punt van het dentarium is naar voren en boven gekromd boven het niveau van de tandkassen. Het buitenste zijvenster van de onderkaak is klein, ongeveer 5% van de lengte ervan beslaand.
Daarnaast is er een unieke combinatie van op zich niet unieke kenmerken. De opgaande tak van het bovenkaaksbeen is bovenaan horizontaal verbreed. De neergaande tak van het postorbitale is onderaan overdwars breder dan de breedte in zijaanzicht in het midden van de schacht. Het intercentrum van de draaier van de nek is breed, wijder dan het centrum. De derde tot en met zesde ruggenwervel hebben diepe uithollingen op de zijkanten van het wervellichaam. Bij de voorste ruggenwervels is de hyposfeen, het achterste secundaire gewrichtsuitsteeksel, even hoog als het ruggenmergkanaal. Het dijbeen heeft in het midden van de schacht een ovale dwarsdoorsnede met de afplatting van voor naar achter.

### Skelet

#### Schedel en onderkaken

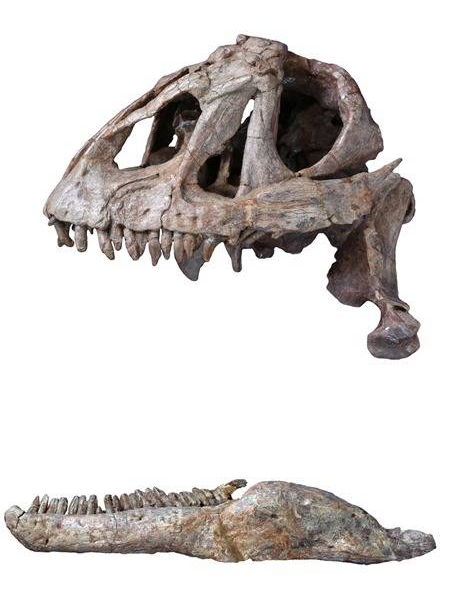
Schedel en onderkaken

De schedel is ongeveer dertig centimeter lang. Hij heeft een korte snuit met hoog profiel, breed achtereinde en driehoekige doorsnede. De praemaxilla heeft een lange opgaande tak, een basaal kenmerk. De fenestrae antorbitales, de schedelopeningen vóór de oogkassen, zijn kort en hoog: de unieke "pijpvorm" moet zo gezien worden dat de steel naar boven gericht is en de "pijpkop" naar voren. De oogkassen zelf lopen opvallend hoog door tot op de bovenkant van de schedel, wat Chatterjee, aannemend dat ook de stand van de ogen overeenkomstig meer naar boven en achteren gericht was, verklaarde als een aanpassing om beter roofdieren te kunnen waarnemen. De neusgaten zijn hoog en driehoekig. De voorste tak van het bovenkaaksbeen is hoger dan lang, een afgeleid kenmerk. Het bovenkaaksbeen heeft geen horizontale zijrichel op de buitenkant. De opgaande tak is erg lang maar bovenaan uitzonderlijk sterk verbreed. De neergaande tak van het neusbeen loopt maar langs een kort stuk van de opgaande tak, een afgeleid kenmerk. Bij zowel praemaxilla als bovenkaaksbeen steken de kaakranden tot twee centimeter beneden het niveau van de tandkassen uit, hoge beenplaten vormend. Het voorhoofdsbeen is breed en plat. Het driehoekige postorbitale is breder dan lang.
De vele tanden, vier in de praemaxilla en zestien in de maxilla zijn groot, lang en hebben lepelvormige kronen: overdwars afgeplat een aan de basis ingesnoerd. De premaxillaire tanden zijn wat langer dan de maxillaire. Die van de onderkaken, drieëntwintig in de linkerkaak en vierentwintig in de rechter, pasten in de bovenliggende tandrij van de bovenkaak zodat plantenmateriaal afgeknipt kon worden. Het aantal tanden is wat onzeker doordat het exemplaar eruptie en forse uitgroei van de vervangingstanden, nog voordat de eerdere tand uitgevallen is, lijkt te tonen. De tanden hebben kartelingen op voorrand en achterrand die zich echter beperken tot het gedeelte bij het spits. De buitenzijde is bol en de binnenzijde plat. De tanden in de voorkant van bovenkaken en onderkaken staan vrijwel verticaal; achteraan hellen ze wat naar voren. Het email is glad met fijne lengtegroeven.
De onderkaken zijn samen U-vormig maar vooraan niet hecht vergroeid. De onderkaak is slank en vooraan iets bar boven gekromd. Achteraan is de onderkaak relatief laag. Aan de binnenkant van het articulare bevindt zich een klein bijlvormig uitsteeksel.

#### Postcrania
De halswervels zijn laag en langwerpig, 3,6 maal langer dan hoog. Ze hebben kielen aan de onderzijde. Hun epipofysen hebben de vorm van lage richels op de bases van de achterste gewrichtsuitsteeksels. Het vormeloze intercentrum van de draaier, aan de onderste zijde van de atlas, is in vooraanzicht breder dan het centrum. De amficoele ruggenwervels hebben lage doornuitsteeksels en massieve sterk ingesnoerde wervellichamen. De voorste drie wervels zijn gekield en hebben bovenaan overdwars verbrede doornuitsteeksels met rechte achterkanten. Meer naar achteren in de reeks wordt dit profiel hol. De uithollingen op de buitenzijde zijn geen echte doorboorde pleurocoelen. De hoge hyposfeen is een afgeleid kenmerk. Het echte sacrum beslaat maar drie sacrale wervels waarvan de voorste een "ingevangen" dorsosacraal is. Van de staartwervels lijken de vierde en vijfde pathologisch vergroeid door een verbening van de annulus fibrosus. De voorste staartwervels zijn gekield.
Het schouderblad is lang. De insnoering heeft een breedte die gelijk is aan 18% van de lengte van de schacht, wat iets bovengemiddeld is. De verbreding bovenaan meet 49% van de lengte. Het ravenbeksbeen is driehoekig, een basaal kenmerk. 
Het opperarmbeen is kort en robuust en ook de onderarm is niet lang. Het opperarmbeen is een vijfde korter dan het schouderblad. Het is aan de uiteinden sterk verbreed. De deltopectorale kam beslaat 45% van de schachtlengte, een basaal kenmerk. De ellepijp heeft 60% van de lengte van de bovenarm, een basaal kenmerk. De reductie van de vingers, met kootjes die bijna even breed zijn als lang, lijkt er echter op te wijzen dat de hand veel van de grijpende functie verloren had. In 2010 werd dit beklemtoond, in 2018 genuanceerd. De hand is uitgesproken kort. Het eerste middenhandsbeen heeft 14% van de lengte van opperarmbeen en spaakbeen samen. De hand heeft daarmee de vorm  van soorten die aan de basis van de sauropode tak staan. De duim staat iets af maar niet sterk: minder dan 60°, een afgeleid kenmerk. Alle handklauwen hebben een brede basis maar zijn kort.
Het darmbeen is lang en laag vergeleken met de sauropode toestand, met een driehoekig voorblad. Het aanhangsel voor het zitbeen heft een "hiel" aan de onderste achterkant, een zeer basaal kenmerk. Het zitbeen is relatief slank maar korter dan het schaambeen zijn robuust gebouwd. 
Ook het dijbeen is stevig. Het is lang, recht in vooraanzicht maar iets gebogen in zijaanzicht. Er is een trochanter minor aanwezig in de vorm van een verticale lage rechte richel op de bovenste voorzijde die echter nog voor de dijbeenkop ophoudt, een afgeleid kenmerk. De vierde trochanter is goed ontwikkeld en asymmetrisch van binnen bezien, een teken dat de staartmusculatuur nog een belangrijke retractorfunctie had. De ovale dwarsdoorsnede van het dijbeen is niet zo sterk als bij latere sauropoden maar afwijkend van de ronde doorsnede bij basale vormen.

## Fylogenie
Yizhousaurus toont een mengeling van basale en meer afgeleide kenmerken. Hij werd in 2010 door de naamgevers basaal in de Sauropoda geplaatst. Het skelet vertegenwoordigde in dat geval het tot nu meest complete specimen van een zeer basale sauropode in traditionele zin. In 2018 vond een exacte cladistische analyse een veel basalere positie dan eerst aangenomen. Gecombineerd met het toepassen van een traditionele definitie voor de Sauropoda als vormen basaler dan Vulcanodon resulteerde dit in een plaatsing meer basaal in de Sauropodiformes, buiten de Sauropoda. Daarbij moet echter bedacht worden dat de meeste Westerse paleontologen ruimere definities zoals die van Paul Sereno gebruiken waarin de scheiding gelegd wordt bij Mussaurus. In dat geval is Yizhousaurus de mest basale bekende sauropode want de analyse toonde hem net boven Mussaurus in de stamboom.